# Jean Cantacuzène (César)
Pour les articles homonymes, voir Jean Cantacuzène (homonymie).
Jean Cantacuzène (grec Ἰωάννης Καντακουζηνός ; fl. 1183–86) était un chef militaire et l’un des premiers membres de la famille Cantacuzène. L’historien contemporain Nicétas Choniatès le décrit comme un soldat brave, audacieux et expérimenté, mais fréquemment égaré par sa témérité et sa prétention.

## Biographie
Jean Cantacuzène fut l’une des victimes du règne de terreur déclenché par l’usurpateur Andronic Ier Comnène (r. 1183–1185) en 1183, qui le fit aveugler, mais peut-être pas complètement, puis jeté en prison, parce qu’il avait agressé un eunuque de la cour qui accusait le prédécesseur d’Andronic, son neveu mineur Alexis II Comnène (r. 1180–1183), d’être responsable, par son incompétence, des malheurs de l’empire,. Selon Donald MacGillivray Nicol, ceci montre qu’il était un partisan de la Maison des Anges, et qu’il fut récompensé quand Isaac II Ange (r. 1185–1195, 1203–1204) monta sur le trône en 1185 : le nouvel empereur lui donna le rang de César le nomma commandant de l’expédition contre les Bulgares en 1186, qui s’étaient récemment rebellés contre l’Empire byzantin et avaient restauré l’Empire bulgare. Les rebelles n’affrontèrent pas les Byzantins en plaine, mais se replièrent dans leur place forte en montagne. Jean les suivit jusque-là mais, trop confiant, il négligea de fortifier son camp et se retrouva cerné, subissant une défaite humiliante. Ses vêtements d’apparat furent volés et parades par les chefs bulgare Pierre et Asen. Jean fut relevé de ses fonctions et remplacé par Alexis Branas par l’Empereur, et vécut retiré.
Il avait épousé Irène Ange, fille d’Andronic Doukas Ange et sœur des empereurs Isaac II et Alexis III Ange (r. 1195–1203). Le mariage fut d’abord interdit par le Patriarche Luc Chrysobergès et l’Empereur régnant à l’époque, Manuel Ier Comnène (r. 1143–1180), car Jean et Irène étaient parents au septième degré. Toutefois, en 1185-86, après qu’Isaac Ange eut pris le pouvoir, un synode démit le Patriarche Basile II Kamatéros, nommé par Andronic Ier, et le nouveau Patriarche, Nicétas II Mountanès, donna son approbation au mariage. Il semble que Jean et Irène ait eu un fils, car celui-ci fut proposé comme candidat possible au trône durant la maladie d’Alexis III,. On ignore l’identité des parents de Jean, mais il était peut-être le frère de Théodore Cantacuzène (mort en 1184), qui, selon Nicétas Choniatès fut tué en aidant Isaac Ange à défendre la cité de Nicée contre Andronic Comnène.

## Sources
- Brand, Charles M. Byzantium confronts the West, 1180–1204, 1968, Cambridge, Mass. Harvard University Press.
- Nicol, Donald M. The Byzantine family of Cantacuzène (Cantacuzenus) ca. 1100-1460: a genealogical and prosopographical study, 1969. Washington, D.C. Dumbarton Oaks Center for Byzantine Studies.